# Kipchak

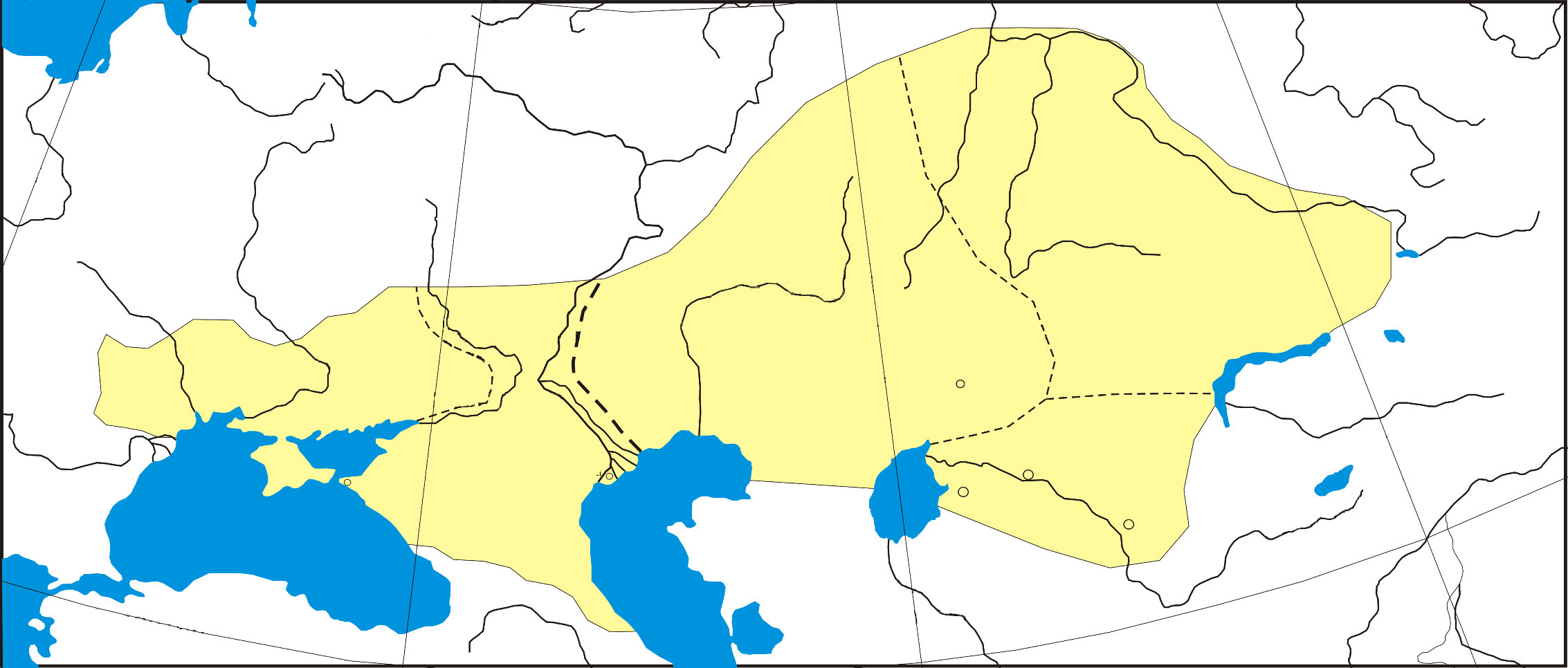
Diffusione della lingua Kipčak fra XI e XII secolo

Il Kipchak (scritto anche Qypčaq) è una lingua turca estinta, parlata dai kipčaki e capostipite del gruppo linguistico Kipchak.
I discendenti di tale gruppo comprendono la maggior parte delle lingue turche parlate in Europa Orientale e Caucaso.
I kazaki sono i sopravvissuti delle tribu orientali kipčaki che vivevano nel nord Kazakistan a partire dal X secolo. Successivamente tali tribù hanno deciso di migrare per l'oriente europeo dando origine agli attuali idiomi: Tatari di Kazan' (prima Bulgari del Volga), Tatari di Astrachan, Tatari di Crimea (prima Cumani), Carachi e Balcari.